# Wesley Chapel, North Carolina
Wesley Chapel är en ort (village) i Union County i North Carolina. Vid 2020 års folkräkning hade Wesley Chapel 8 681 invånare.